# Pierre Cahuc
 (octobre 2018).
Pierre Cahuc, né le 18 janvier 1962 à Montreuil en Seine-Saint-Denis, est un économiste français, professeur à l'Institut d'études politiques de Paris, membre de l'Institut universitaire de France, chercheur au Centre for Economic Policy Research et directeur de programme à l’Institute for the Study of Labor. Ses travaux portent essentiellement sur le marché du travail ainsi que sur les relations entre la culture et les performances économiques.

## Biographie

### Formation
Il effectue l'intégralité de ses études à l'université Panthéon-Sorbonne où il obtient des maîtrises de droit public, de science politique et d'économie en 1984, puis des DEA de macroéconomie en 1985 et de sociologie politique en 1986. Il obtient un doctorat d'économie en 1989. Il est reçu à l'agrégation des universités en sciences économiques en 1990.

### Activité professionnelle

#### Enseignement
Pierre Cahuc est professeur d'économie à l'Institut d'études politiques de Paris et membre de l'Institut universitaire de France. Il est également directeur de programme à l'Institute of Labor Economics, basé à Bonn, et est fellow du Center for Economic Policy Research de Londres. 
Il a été professeur à l’École polytechnique entre 1998 et 2018, ainsi qu'à l'École nationale de la statistique et de l'administration économique entre 2003 et 2018. Il est chercheur au CREST entre 1998 et 2018. 

#### Politique
Il a participé à de nombreuses commissions d'experts. Il a été notamment membre du Conseil d'analyse économique du Premier ministre de 2006 à 2010 et de 2012 à 2016, ainsi que du Comité d'experts sur le salaire minimum de 2012 à 2016[réf. nécessaire].
En 2008, il est co-auteur avec Gilbert Cette et André Zylberberg d'un rapport critique contre le salaire minimum qui, selon Laurent Mauduit, reprend « les thèses réactionnaires d'un Denis Olivennes ou d'un Alain Minc »

#### Médias
Il est chroniqueur à Challenges depuis 2006 et aux Échos depuis 2019.

## Décorations
- Chevalier de l'ordre des Palmes académiques (2004)
- Chevalier de l'ordre national du Mérite (2022)

## Prix et distinctions
- Prix de thèse de l'Association française de sciences économiques, 1989.
- Membre Junior, Institut universitaire de France, 1998.
- Prix du "Meilleur jeune économiste", Le Monde, Le Cercle des économistes, 2001.
- Prix Risque Les Échos 2005, pour le rapport De la précarité à la mobilité : vers une sécurité sociale professionnelle, co-écrit avec Francis Kramarz, Rapport au ministre d'État, ministre des Finances et de l'Industrie, et au ministre de l'Emploi, du Travail et de la Cohésion sociale, 212 p. 2004
- Prix Mutation et Travail 2004, pour l'ouvrage Le chômage : fatalité ou nécessité? , Flammarion, co-écrit avec André Zylberberg.
- Prix Européen du livre d’économie 2004, pour l'ouvrage Le chômage : fatalité ou nécessité ? , Flammarion, co-écrit avec André Zylberberg.
- Prix ManPower 2005 de l’ouvrage de ressources humaines, pour l'ouvrage Le chômage : fatalité ou nécessité ? , Flammarion, avec André Zylberberg.
- Prix Zerilli-Marimo, 2006, Académie des sciences morales et politiques, pour l'ouvrage Le chômage : fatalité ou nécessité ?  Flammarion, co-écrit avec André Zylberberg.
- Prix du meilleur essai 2007, RTL-Lire, pour l'ouvrage La société de défiance : comment le modèle social français s'auto-détruit, 2007, co-écrit avec Yann Algan, CEPREMAP, éditions de la rue d'Ulm.
- Prix du livre d'économie 2008, pour l'ouvrage La société de défiance : comment le modèle social français s'auto-détruit, 2007, avec Yann Algan, CEPREMAP, éditions de la rue d'Ulm.
- Prix du livre des dirigeants, 2008, Fondation ESCP-EAP, pour l'ouvrage La société de défiance : comment le modèle social français s'auto-détruit, 2007, avec Yann Algan, éditions de la rue d'Ulm.
- Prix lycéen Lire l'économie 2012 pour le livre La fabrique de la défiance et comment en sortir, co-écrit Yann Algan et André Zylberberg, Albin Michel, 2012.
- Louis Bachelier Fellow, 2016
- Prix spécial du Jury Turgot 2017, pour l'ouvrage Le négationnisme économique et comment s’en débarrasser, Flammarion, 2016, co-écrit avec André Zylberberg
- Lectio Magitralis, Universita Cattolica del Sacre Cuore, Milan, 2019
- Honorary fellow de la European Association of Labor Economists, 2020.
- Membre Sénior de l'Institut universitaire de France, 2021.

## Travaux
Pierre Cahuc a publié de nombreux articles dans des revues académiques ainsi que plusieurs ouvrages et rapports en français et en anglais. 
Il appelle notamment à s'inspirer des réformes Hartz appliquées en Allemagne sous Gerhard Schröder. 

### Ouvrages
Il a participé à la rédaction de rapports économiques parmi lesquels : « Temps de travail, revenu et emploi » et « Salaire minimum et bas revenus : comment concilier justice sociale et efficacité économique ? ».
Il a aussi publié des ouvrages pour le grand public, et notamment, en collaboration :
- Les ennemis de l'emploi en 2015 (avec André Zylberberg)
- La fabrique de la défiance en 2012 (avec Yann Algan et André Zylberberg)
- La machine à trier (avec Stéphane Carcillo, Olivier Galland et André Zylberberg)
- Les Réformes ratées du président Sarkozy en 2009 (avec André Zylberberg)
- La société de défiance en 2007 (avec Yann Algan)
- Le chômage, fatalité ou nécessité, en 2004 (avec André Zylberberg)

#### Le Négationnisme économique
En 2016, il publie avec André Zylberberg Le Négationnisme économique, un ouvrage dans lequel les auteurs défendent l'idée que la science économique serait devenue une science expérimentale et dans lequel ils reprochent à certains économistes et intellectuels de ne pas le reconnaître et d'ostraciser certaines publications scientifiques.  

##### Contenu de l'ouvrage
Selon les auteurs de l'ouvrage, « l'économie est devenue une science expérimentale ». Comme dans les autres domaines de la science, par exemple la recherche médicale, l'analyse économique compare des groupes tests où une mesure est mise en œuvre avec des groupes témoins. 
La science économique aurait donc permis, dans les dernières années ou les dernières décennies, de dégager certains principes qui présentent toutes les garanties scientifiques. Par exemple, au sujet de la politique des pôles de compétitivité, les études montrent que l'intervention des pouvoirs publics via la subvention et la sélection de projets spécifiques n'améliore pas véritablement les performances des entreprises. Quant aux abaissements de charges, ils sont efficaces mais à condition d'être concentrés au voisinage du salaire minimum. 
Selon les auteurs, les études publiées dans des revues académiques, ayant subi un processus de relecture par les pairs, permettent, lorsqu'elles produisent des résultats convergents, de produire l'image la plus fiable sur l'état du monde. Le « négationnisme scientifique », notamment économique, est alors l'attitude de ceux qui s'opposent sans justification, selon les auteurs, à ces résultats, prétendant souvent s'opposer à la « pensée unique » ou mettre en lumière des failles de la recherche « orthodoxe » : les auteurs citent comme exemples le discours des industriels du tabac autrefois, aujourd'hui de certains grands patrons ou économistes « hétérodoxes » tels que « les Économistes atterrés ».
Les auteurs incitent donc les médias à faire plus souvent appel à des économistes présentant des garanties scientifiques que l'on peut vérifier sur des sites tels que celui d'IDEAS.

##### Débat polémique sur l'ouvrage
L'ouvrage suscite un large débat polémique. Dans Le Point, Franz-Olivier Giesbert applaudit sa parution en affirmant « C'est le livre qu'on attendait depuis des années ». Dans Alternatives économiques, Christian Chavagneux dénonce notamment la violence du ton,. Les auteurs se défendent en expliquant que l'expression de négationnisme économique fait référence non pas à la contestation du génocide mais au négationnisme scientifique, expression utilisée dans les débats sur les sciences,  notamment par Robert Proctor dans son ouvrage Golden Holocaust et sur le blog du journal Le Monde, Passeur de Sciences, consacré aux sciences.  Selon les auteurs, le négationnisme scientifique serait la disqualification de l'état des connaissances produites par la communauté des chercheurs. 
Pour Pierre-Cyrille Hautcœur, le programme de recherche étroit proposé par les auteurs écarte de nombreuses approches classiques des recherches économiques ; en excluant ces approches, les auteurs contribuent « à la montée des violences ».
L'économiste Thierry Ribault leur reproche de pratiquer un « véritable détournement des idées et du positionnement moral de Robert Proctor pour servir leurs propres fins » et de produire « de l’ignorance avec méthode ». 
Le Monde critique tant le ton pris par les auteurs que le fond de ce qu'ils avancent. Le journal qualifie l'essai de brûlot et note que « l’essai des deux auteurs, par son ton, a relancé cette vieille querelle avec une véhémence inattendue : il ne s’agit plus d’argumenter pour faire avancer les connaissances, mais de « [se] débarrasser », purement et simplement, de toute forme de réflexion économique qui ne s’appuie pas sur « l’expérimentation ». » Le journal souligne en outre que les auteurs surévaluent le nombre et l'importance des publications d'économistes qui répondent au canons de l'expérimentation contrôlée que Cahuc et Zylberberg prétendent universels. Les résultats issus d'expérimentations économiques sont plutôt issus d'expériences dites "naturelles" dans la mesure où la sélection entre le groupe témoin et le groupe traité est le plus souvent hors du contrôle de l'économiste qui n'a pas la possibilité de réaliser volontairement un tirage au sort dans les règles de l'art.
Pour Philippe Hugon, spécialiste de l’économie du développement, professeur émérite à Paris-Ouest-Nanterre et directeur de recherche à l’Iris, cet ouvrage renvoie à un débat des économistes orthodoxes contre les économistes hétérodoxes.

## Polémiques
En octobre 2019, Pierre Cahuc publie des articles critiquant le coût, qu'il estime très élevé, de l'expérimentation Territoires zéro chômeur de longue durée, alors qu'il fait partie du comité scientifique chargé de l'évaluer et que le rapport d'évaluation qu'il co-signe avec ce comité n'est pas encore publié. Louis Gallois, Président du Fond d’expérimentation considère cette publication particulièrement déplacée, de même que Laurent Grandguillaume qui qualifiera l'écrit de Cahuc de « tribune torchon » en soulignant la proximité de l'économiste avec Marc Ferracci, conseiller de la ministre du travail, Muriel Pénicaud. Cahuc répond en disant qu'il se base sur des données qu'il a lui-même collectées ou qui sont publiques et qu'il a « le droit d’avoir un avis personnel ».   
Grandguillaume demande alors une réunion au ministère pour l'exclure du conseil scientifique de l'expérimentation,,. Il n'est pas donné suite à la demande d'exclusion et Pierre Cahuc reste membre du comité scientifique. Un rapport de l'IGF-IGAS  sur l'évaluation économique de l’expérimentation territoriale visant à résorber le chômage de longue durée note que le gain direct pour les finances publiques (prestations économisées, impôts et taxes complémentaires) est environ deux fois moindre qu’escompté. Le rapport intermédiaire du comité scientifique publié en novembre 2019 note que "Bien que le déficit global des entreprises à but d'emploi [...] soit  léger, il est important de noter que le chiffre d’affaires ne représentait que 13% du total des  produits des EBE, en progression de 3 points".

## Publications

### Ouvrages
- Les Négociations salariales, des fondements microéconomiques aux implications macroéconomiques, Economica, Paris, 237 p, 1991
- La Nouvelle Microéconomie, La Découverte, Paris, 1993, seconde édition, 1998 (traduit en espagnol et en turc)
- Économie du travail, la formation des salaires et les déterminants du chômage, avec André Zylberberg, De Boeck Université, Paris, Bruxelles, 1996
- La Réduction du temps de travail, une solution pour l’emploi ? avec Pierre Granier, Economica 1997
- Le Marché du travail, avec André Zylberberg, De Boeck Universités, 2001
- La Microéconomie du marché du travail, avec André Zylberberg, La Découverte, Paris, 2003
- Labor Economics (en coll. avec André Zylberberg), MIT Press, 2004 (publié en chinois, Shanghai University of Finance and Economics Press, 2007)
- Le Chômage, fatalité ou nécessité ? (en coll. avec André Zylberberg), Flammarion, 2004 ; Traite de l'impact sur l'emploi des politiques de salaire minimum et du mécanisme de destruction créatrice dans le domaine de l'emploi. Cet ouvrage a obtenu le prix Mutation et Travail 2004, le Prix européen du livre d’économie 2004, le prix ManPower 2005 de l’ouvrage de ressources humaines, le prix Zerilli-Marimo 2006 de l'Académie des sciences morales et politiques.

- The Natural Survival of Work, job creation and job destruction in a growing economy, coécrit avec André Zylberberg, 165 p, MIT Press, 2006
- La Société de défiance. Comment le modèle social français s’autodétruit[30], avec Yann Algan, Éditions de l'École normale supérieure, rue d'Ulm, 2007 Cet ouvrage a été élu Meilleur essai 2007 par le magazine Lire. Il a aussi obtenu le Prix du livre des dirigeants, 2008, Fondation ESCP-EAP.

- Les Réformes ratées du président Sarkozy, avec André Zylberberg, Flammarion, 2009
- La Machine à trier : comment la France divise sa jeunesse, avec Stéphane Carcillo, Olivier Galland and André Zylberberg, Eyrolles, octobre 2011
- La Fabrique de la défiance… et comment s'en sortir, en collaboration avec André Zylberberg et Yann Algan, Éditions Albin Michel, 2012
- Améliorer l'assurance chômage, avec Stéphane Carcillo, Presses de Sciences Po, Octobre 2014.
- Labor Economics 2nd Edition, avec Stéphane Carcillo et André Zylberberg, 1021 p, MIT Press, 2014. Companion website
- Les ennemis de l'emploi - le chômage, fatalité ou nécessité ?, en collaboration avec  André Zylberberg, Editions Champs actuels, 2015
- L'apprentissage, donner la priorité aux moins qualifiés, avec Marc Ferracci, Presses de Sciences Po, Octobre 2015.
- Pierre Cahuc et André Zylberberg, Le Négationnisme économique, et comment s'en débarrasser, Paris, Flammarion, 2016, 240 p. (ISBN 978-2-08-137915-2)

### Rapports
- « Productivité et emploi dans le tertiaire », rapport du Conseil d'analyse économique n° 49, avec Michèle Debonneuil, 2004
- Rapport Cahuc-Kramarz : « De la précarité à la mobilité : vers une sécurité sociale professionnelle », co-écrit avec Francis Kramarz, rapport au ministre de l’Économie, des Finances et de l’Industrie et au ministre de l’Emploi, du Travail et de la Cohésion Sociale, La Documentation française, juin 2005 ; A reçu le prix Risques-Les Échos en 2005.

- « Temps de travail, revenu et emploi », rapport du Conseil d'analyse économique n° 68, avec Patrick Artus et André Zylberberg, 2007
- « Salaire minimum et bas revenus : comment concilier justice sociale et efficacité économique ? », rapport du Conseil d'analyse économique n° 79, avec Gilbert Cette et André Zylberberg, 2008
- L’emploi des jeunes peu qualifiés en France, Conseil d'Analyse Economique, Note du CAE n° 4, avec Stéphane Carcillo et Klaus Zimmermann  Avril 2013.
- L'apprentissage au service de l'emploi, avec Marc Ferracci, Jean Tirole et Etienne Wasmer, Note du CAE n°19, Décembre 2014.
- Améliorer l'assurance chômage pour limiter l'instabilité de l'emploi, avec Corinne Prost,  Note du CAE n° 24, Septembre 2015.
- L'emploi des seniors : un choix à éclairer et à personnaliser, with Jean-Olivier Hairault and Corinne Prost, Note du CAE n° 32 - Mai 2016
- France: Social protection for the self-employed, in The future of Social Protection: What Works for Non-Standard Workers, OECD,  October 2018.
- Repenser l'assurance chômage: Règles et gouvernance,  with Stéphane Carcillo and Camille Landais, ,  Note du CAE n° 61,  janvier  2021.